# Garra dunsirei
Garra dunsirei är en fiskart som beskrevs av Banister, 1987. Garra dunsirei ingår i släktet Garra och familjen karpfiskar. IUCN kategoriserar arten globalt som sårbar. Inga underarter finns listade i Catalogue of Life.